# IC 4574
IC 4574 је спирална галаксија у сазвјежђу Сјеверна круна која се налази на листи објеката дубоког неба у Индекс каталогу.
Деклинација објекта је + 28° 14' 24" а ректасцензија 15h 41m 59,2s. Привидна величина (магнитуда) објекта IC 4574 износи 14,8 а фотографска магнитуда 15,7. IC 4574 је још познат и под ознакама CGCG 166-38, PGC 55820.